# Ferenczy család
- Ferenczy Károly, (Bécs, 1862. február 8. – Budapest, 1917. március 18.) festő, az impresszionizmus egyik legnagyobb magyar mestere, Ferenczy Noémi, Béni és Valér apja.
- Ferenczy Valér, (Körmöcbánya, 1885. november 22. – Budapest, 1954. december 23.) festő, grafikus
- Ferenczy Béni, (Szentendre, 1890. június 18. – Budapest 1967. június 2.) szobrász, grafikus, Kossuth-díjas (1948, 1965), kiváló művész (1958)
- Ferenczy Noémi, (Szentendre, 1890. június 18. – Budapest 1957. december 20.) festőművész, gobelinművész